# モンゴル自由連盟党

南モンゴル

モンゴル自由連盟党（モンゴルじゆうれんめいとう、モンゴル語：ᠮᠣᠩᠭᠣᠯ ᠦᠨ
ᠡᠷᠬᠡ
ᠴᠢᠯᠣᠬᠡ
ᠬᠣᠯᠪᠣᠭᠠᠨ ᠤ
ᠨᠠᠮ　転写：Moŋɣol-un erke cilöge qolboɣan-u nam、Монголын эрх чөлөө холбооны нам、英語: Mongolian Liberal Union Party）は、日本の大阪府で結成されたモンゴル人の組織。代表はオルホノド・ダイチン。

## 概要
2006年12月、中国共産党支配地域の全権独立を主旨として日本の大阪府でモンゴル人によって設立される。
他のモンゴル人の団体組織と異なり、「内モンゴル」の名称を団体名にあえて付さないこととしている。モンゴル自由連盟党によると「内モンゴル」とは中国政府がつけた名称であることや、弾圧されているモンゴル民族は内モンゴル自治区以外の地域にも大勢いることを理由としている。

## 主な活動

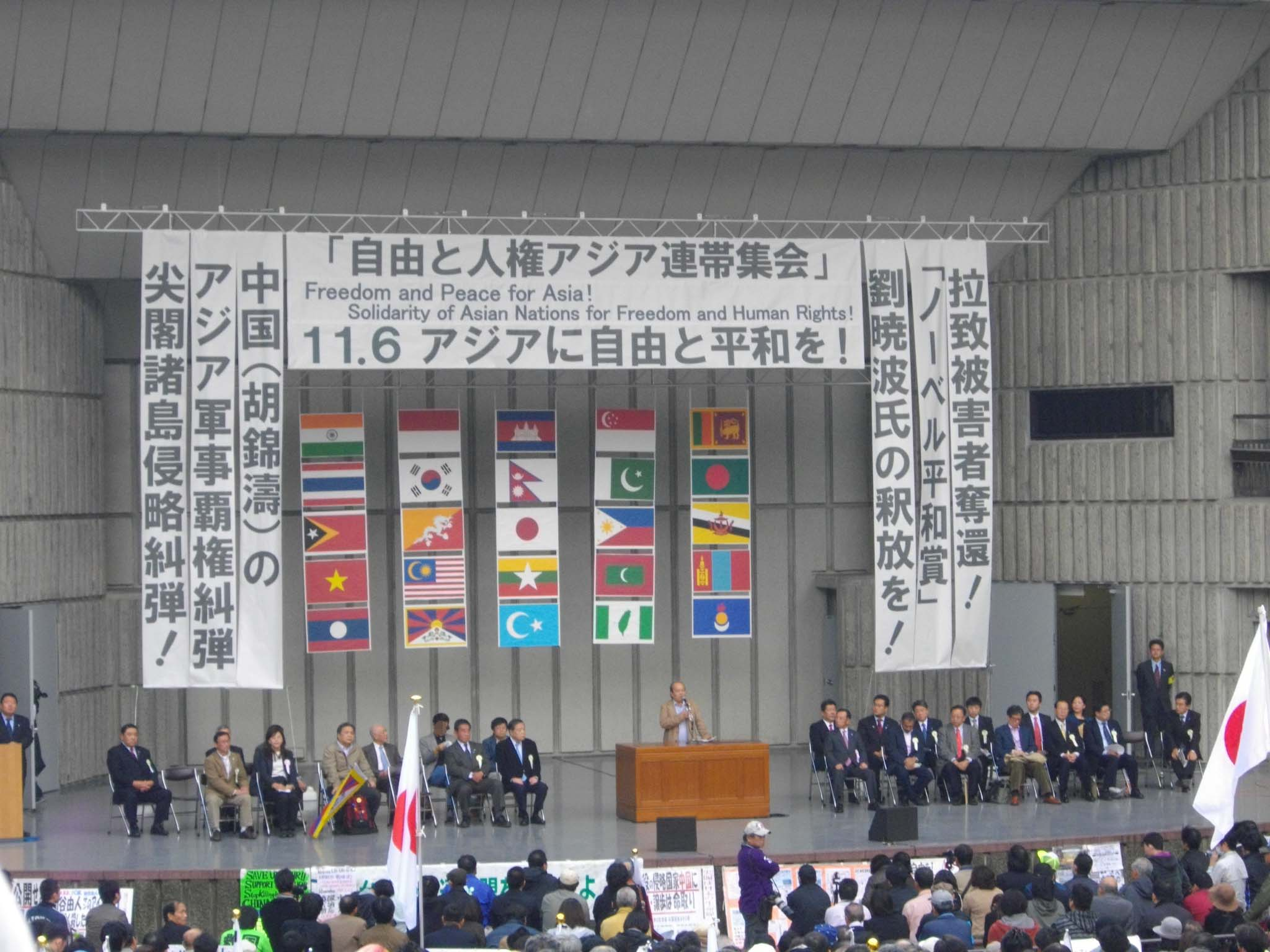
オルホノド・ダイチン幹事長（「拉致被害者奪還!」の垂幕下に着席の人物）が演説を行った「自由と人権アジア連帯集会」（2010年11月6日日比谷公園）

- チベットや東トルキスタンなどの中国共産党によってモンゴル人同様に弾圧されている民族による抗議デモ活動などに合流して積極的な活動を行っていた[1]。

- 2008年4月26日、北京オリンピックの聖火リレーが長野市に来た際にはチベット ・ウイグル支援者らと共に中国に対して抗議活動を行なった。

- また、ヨーロッパにも支部が設立され、内モンゴル人民党やヨーロッパ人とともに中国共産党による弾圧に対する抗議デモ活動を行っていた[1]。2016年11月、内モンゴル人民党党主席を解任されたショブチョード・テムチルトを会長に南モンゴルクリルタイを結成したため、内モンゴル人民党とは関係が断絶している。

- モンゴル自由連盟党の活動には日本人からも支援が行われており、2010年に高田純などが共闘のメッセージを出した[4]。現在の関係は不明である。

- 2011年1月8日、中国政府によって連れ去られた南モンゴル民主連盟代表のハダを解放するよう世界同時抗議活動を行い、日本では日本人やウイグル人とともに中国大使館に抗議活動を行った[5]。この日以外にも中国大使館に対して抗議を行ったことがある[6]。ショブチョード・テムチルトとハダが対立したことから、現在ではハダの解放は訴えなくなっている。

- 2016年11月の南モンゴルクリルタイ結成以降は、代表のオルホノド・ダイチンがクリルタイの肩書きで活動するようになり、モンゴル自由連盟党としての活動は見られなくなっている。